# Варанови
Варанови (Varanidae) е семейство влечуги от разред Люспести (Squamata).
Включва един съвременен и няколко изчезнали рода, към които принадлежат най-големият съвременен гущер (комодски варан) и най-големият известен сухоземен гущер въобще (мегалания). Повечето видове са хищни или плодоядни.

## Родове
Семейство Varanidae – Варанови
- †Iberovaranus
- †Ovoo
- †Saniwa
- Varanus – Варани